# Vervò
Vervò là một đô thị ở tỉnh Trento ở vùng Trentino-Alto Adige/Südtirol của Ý, tọa lạc cách 25 km về phía bắc của Trento. Tại thời điểm ngày 31 tháng 12 năm 2004, đô thị này có dân số 694 người và diện tích là 15,2 km².
Vervò giáp các đô thị: Taio, Cortaccia sulla strada del vino, Tres, Ton và Roverè della Luna.